# Peste equina africana
La peste equina africana è una malattia virale degli equidi domestici e selvatici, trasmessa dalle punture dei vettori, zanzare
del genere Culicoides. È endemica in quasi tutta l'Africa; casi isolati si sono avuti in Spagna e Portogallo.

## Eziologia
È provocato da un virus del genere Orbivirus, del quale si conoscono almeno nove sierotipi. Il virus si 
trasmette tramite gli insetti vettori; il cane può infettarsi tramite l'ingestione di carne di cavallo infetta.

## Patogenesi
Dopo il pasto di sangue dei Culicoides il virus si moltiplica nei linfonodi e nella milza, dando poi origine a una 
viremia e all'infezione dell'endotelio dei vasi sanguigni: il danno vascolare spiega poi gli edemi e le 
emorragie provocati dal virus in varie parti del corpo.

## Sintomi
Nelle forme acute prevale il coinvolgimento del polmone, con conseguenti tosse e dispnea, oltre che febbre; 
in quelle croniche si osservano idrotorace, idropericardio ed edemi del sottocute, tipicamente localizzati alla 
testa e al collo. 

## Prevenzione
Esistono vaccini utilizzati nelle regioni dove la malattia è endemica che riducono la gravità dei sintomi, ma non 
la circolazione del virus. Altre misure di prevenzione sono la lotta agli insetti vettori e le restrizioni alle importazioni 
di animali dalle aree infette. 